# 2392 Jonathan Murray
2392 Jonathan Murray је астероид главног астероидног појаса са средњом удаљеношћу од Сунца која износи 2,344 астрономских јединица (АЈ).
Апсолутна магнитуда астероида је 13,2.